# 쿤양 츠히시

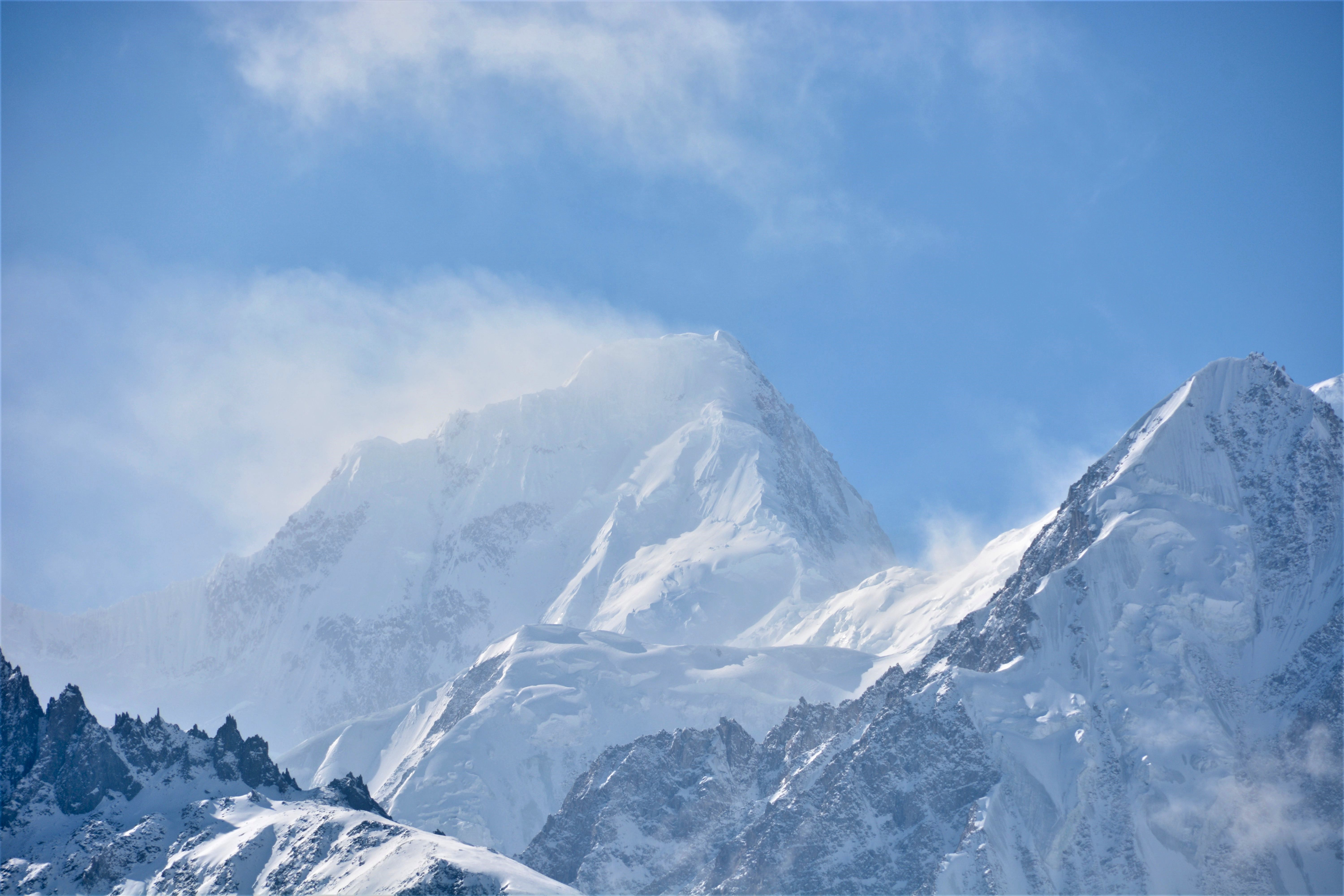

쿤양 츠히시(Kunyang Chhish 또는 Kunyang Chhish)는 파키스탄 카라코람 산맥의 하위 범위인 히스파 무스타그(Hispar Muztagh)에서 두 번째로 높은 산이다. 다른 이름으로 쿤양 키시(Kunyang Kish)가 있다. 7,823m(25,666ft)로 표기되며 세계에서 21위이다.

## 위치
쿤양 츠히시는 카라고람 산맥의 주요 빙하 중 하나인 히스파 빙하의 북쪽 측면을 따라 위치해 있다. 심살계곡(Shimshal Valley)의 중심부에서 끝나는 야즈길(Yazghil) 빙하의 원천이다. 히스파 빙하와 쿤양 빙하의 합류점에서 북동쪽으로 솟아 있다.

## 같이 보기
- 길기트발티스탄
- 카라코람 산맥과 힌두쿠시 산맥의 초봉 목록